# CSSC Carnival Cruise Shipping
CSSC Carnival Cruise Shipping  — китайсько-американська круїзна компанія зі штаб-квартирою в Гонконзі, що надає послуги з організації та обслуговування морських круїзів. Входить до структури «Carnival Corporation & plc».
Компанія заснована 2015 року як спільне підприємство «Carnival Corporation & plc»., Китайської інвестиційної корпорації та Китайської суднобудівної корпорації.

## Флот
| Судно              | Побудовано План | На службі План | Водотоннажність | Порт припису | Країна прапора | Примітки                                            | Зображення |
| ------------------ | --------------- | -------------- | --------------- | ------------ | -------------- | --------------------------------------------------- | ---------- |
| Costa Atlantica    | 2000            | з 2019         | 85,619          | не визначено | не визначено   | Експлуатуватиметься «Carnival China» (Spirit class) |            |
| Costa Mediterranea | 2003            | з 2020         | 85,619          | не визначено | не визначено   | Експлуатуватиметься «Carnival China» (Spirit class) |            |
| Без назви          | 2023            | з 2023         | 133,500         | не визначено | не визначено   | Експлуатуватиметься «Carnival China» (Vista Class)  |            |
| Без назви          | 2024            | з 2024         | 133,500         | не визначено | не визначено   | Експлуатуватиметься «Carnival China» (Vista Class)  |            |